# Yvonne Spigt
Yvonne Spigt (Wervershoof, 20 januari 1988) is een Nederlands voormalig marathonschaatsster en inline-skater uit Andijk.

## Sportief
Spigt werd op 30 januari 2008 op de Weissensee Open Nederlands kampioen marathonschaatsen op natuurijs. Op 8 februari 2012 werd ze op de Grote Rietplas in Emmen de Nederlands kampioen marathonschaatsen op natuurijs. Op 31 januari 2015 won ze de Alternatieve Elfstedentocht over 200 kilometer op de Weissensee in Oostenrijk.
Sinds 2007 is zij in de Topdivisie achtereenvolgens uitgekomen voor de ploegen van Foekens (2007-2009), Viks Parket (2009-2011), Beteropenhaardhout.nl (BOHH) (2011-2012), Steigerplank.com (2012-2015) en Koga (2015-2016).

## Persoonlijk
In het dagelijks leven is Spigt werkzaam als doktersassistente. Haar zussen Jannitta, Petra en Moniek hebben ook in het vrouwenpeloton geschaatst.

## Marathon resultaten
2016
2e plaats algemeen klassement KPN Grand Prix Natuurijs 2015-2016
Winnares KPN Grand Prix 4 op 13 februari 2016 op het Runnmeer te Falun, Zweden
2e plaats Weissensee Criterium op 28 januari 2016 op de Weissensee, Oostenrijk
3e plaats Open Oostenrijks Kampioenschap Marathonschaatsen op Natuurijs 2016 op 21 januari 2016 op de Weissensee, Oostenrijk
2015
2e plaats Gewestelijk Kampioenschap Marathonschaatsen Noord-Holland/Utrecht op kunstijs 2015 op 25 november 2015 te Amsterdam
2e plaats KPN Marathon Cup 4 op 14 november 2015 op kunstijs te Haarlem
Winnares algemeen klassement (groene pak) KPN Grand Prix Natuurijs 2014-2015
Winnares Alternatieve Elfstedentocht op 31 januari 2015 op de  Weissensee, Oostenrijk
3e plaats Open Nederlands Kampioenschap Marathonschaatsen op Natuurijs 2015 op 28 januari 2015 op de Weissensee, Oostenrijk
2014
Winnares KPN Marathon Cup 7 op 29 november 2014 op kunstijs te Assen
Gewestelijk Kampioen Marathonschaatsen Noord-Holland/Utrecht op Kunstijs 2014 op 12 november 2014 te Amsterdam
3e plaats KPN Marathon Cup 15 op 22 februari 2014 op kunstijs te Heerenveen
2013
3e plaats Natuurijs Marathon Limmen op 22 januari 2013
7e plaats KPN NK Marathon Natuurijs op 25 januari 2013 op het Veluwemeer te Elburg
Winnares KPN Grand Prix 3 op 14 februari 2013 op het Runnmeer te Falun, Zweden
Winnares FEMTEC Eindhoven Schaatsmarathon om de KPN Marathon Cup 7 op 23 november 2013 op kunstijs
3e plaats Marathon FlevOnice op 1 december 2013 te Biddinghuizen
2012
Nederlands Kampioen Marathonschaatsen op natuurijs 2012 op 8 februari 2012 op de Grote Rietplas te Emmen 
2011
3e plaats algemeen klassement (groene pak) KPN Grand Prix Natuurijs 2010-2011
Gewestelijk Kampioen Marathonschaatsen Noord-Holland/Utrecht op Kunstijs 2011 op 30 november 2011 te Amsterdam
Winnares Weissensee Talent Trophy Finale op 26 januari 2011 op de Weissensee, Oostenrijk
Winnares Uitgestelde KPN Grand Prix FlevOnice op 23 januari 2011 te Biddinghuizen.
3e plaats KPN Super Prestige 4 (KPN Marathon Cup 14) op 12 januari 2011 te Biddinghuizen
Winnares Uitgestelde KPN Super Prestige 2 en KPN Marathon Cup 11 op 05 januari 2011 te Biddinghuizen
2010
2e plaats Alternatieve Elfstedentocht op 30 januari 2010 op de Weissensee, Oostenrijk
2e plaats Veluwemeertocht op 14 januari 2010 te Elburg
2008
3e plaats Essent Cup 7 op 13 december 2008 in Amsterdam
Open Nederlands kampioen op natuurijs op 30 januari 2008 op de Weissensee, Oostenrijk 

## Inline-skaten resultaten
2015
2e plaats puntenkoers KNSB Baan Competitie 2 te Medemblik op 14 april 2015
2013
2e plaats KPN Inline Cup 4 te Vlissingen op 15 juni 2013
2012
3e plaats SkateAthlon De Ronde Venen 2012 te Wilnis op 2 september 2012
3e plaats 10.000m puntenkoers Nederlands Kampioenschap Weg te Zeist op 26 mei 2012
2011
17e plaats EK Marathon op 6 augustus 2011
Winnares Dames 24 uur van Le Mans in het team van Team RPM Poli Var op 26 juni 2011 te Le Mans, Frankrijk samen met Nele Armée en Suzanne van Praet (België), aanvoerster Laetitia Le Bihan en Mélissa Chouleysko (Frankrijk), Elena Pichierri (Italië), Mariska Huisman en Anniek ter Haar (Nederland) en Flurina Heim (Zwitserland).
2010
2e plaats Aflossing Nederlands Kampioenschap Baan te Medemblik op 15 mei 2010 met Jannitta Spigt en Margot van de Merwe
2009
Eindwinnares Holland Inline Cup 2009
2e plaats Holland Inline Cup 2 te Zwaagwesteinde op 27 juni 2009
Winnares Holland Inline Cup 1 te Sloten op 11 april 2009